# Reverolle
Reverolle és un municipi del cantó suís del Vaud, situat al districte de Morges.